# کادی تو کیست؟
کادی تو کیست؟ (انگلیسی: Who's Your Caddy?) یک فیلم سینمایی آمریکایی در ژانر کمدی محصول سال ۲۰۰۷ میلادی به کارگردانی دون مایکل پاول است.
بازیگران اصلی این فیلم فایزون لاو، فایزون لاو لیل وین، اندی میلوناکیس فایزون لاو، فایزون لاو، تری کروس فایزون لاو، آنتونی کاکس، جفری جونز و جسپر پارنیویک هستند.

## خلاصه داستان فیلم
وقتی یک رپر از آتلانتا سعی در پیوستن به یک کلوپ محافظه‌کار کشور در کارولیناس دارد، او با مخالفت شدید رئیس هیئت مدیره روبرو می‌شود، اما این چیزی نیست که او و همراهانش نتوانند از عهده آن برآیند …

## نقدها
این فیلم نقدهای منفی از منتقدان دریافت کرده بود.

## باکس آفیس
این فیلم در اولین هفته خود در گیشه، ۲٬۷۶ میلیون دلار درآمد کسب کرد و در جایگاه شماره ۱۰ قرار گرفت. این فیلم در گیشه ضعیف عمل کرد و در مجموع فقط ۵٬۷۱۳٬۴۲۵ دلار درآمد کسب کرد.